# Ceyroux
Ceyroux település Franciaországban, Creuse megyében. Lakosainak száma 125 fő (2022. január 1.). Ceyroux Augères, Aulon, Châtelus-le-Marcheix, Mourioux-Vieilleville és Saint-Dizier-Masbaraud községekkel határos.

## Népesség
A település népességének változása:
| Lakosok száma | 266  | 181  | 135  | 121  | 128  | 129  | 127  | 125  | 126  | 125  |
|               | 1968 | 1982 | 1990 | 2006 | 2013 | 2015 | 2017 | 2019 | 2020 | 2022 |